# Obrazy ze života mého
Obrazy ze života mého (1834) je soubor lyrických próz s autobiografickými prvky od českého romantického básníka Karla Hynka Máchy. Mácha pravděpodobně pomýšlel na vytvoření celého cyklu próz, ale podařilo se mu napsat pouze dvě: Večer na Bezdězu a Marinka. Oba texty byly vydány v květnu a červnu roku 1834 v pražském časopisu Květy české.
Někteří literární vědci zvažovali, zda neměla být součástí cyklu také básnická próza Pouť krkonošská především kvůli motivu cesty do Krkonoš ke konci povídky  Marinka. Tato hypotéza se však jeví spíše jako neprůkazná.

## Žánrová a obsahová charakteristika próz
Název souboru poukazuje na dobově oblíbený žánr literárních obrazů, tj. črt. Tomuto označení ale odpovídá pouze Večer na Bezdězu, obsahující úvodní úvahou část a na ní navazující krátkou epickou scénu. Oproti tomu Marinku s plně rozvinutým příběhem je nutno charakterizovat jako
romantickou povídku.
Obsahově vyjadřují Obrazy ze života mého tragické pocity subjektu, čímž se blíží například k Hymnům noci německého básníka Novalise či k pozdějším prózám Gérarda de Nervala. 
Podle Vítězslava Nezvala jsou tyto prózy nadreálné svým smyslem a prolíná se v nich skutečnost se snem, což paří k postupům surrealistů 20. století.
Hlavním hrdinou obou próz, napsaných v ich-formě, je vypravěč, tj. sám autor, který střídá roli neutrálního pozorovatele s účastníkem děje. V první z těchto rolí si od děje udržuje odstup, kdežto v druhé je sám v ději angažován, s čímž souvisí i skutečnost, že základní minulý čas vyprávění je porůznu
prokládán přítomným časem pro zdůvěrnění prožitku.

## Obsah próz

### Večer na Bezdězu

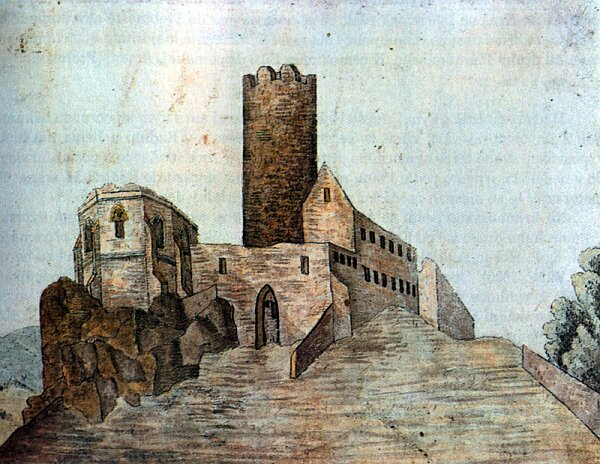
Bezděz, kresba Karla Hynka Máchy z roku 1833 nebo 1834

Večer na Bezdězu obsahuje nejprve obecnou básnickou úvahu o průběhu lidského života a poté konkrétní zážitek postavy vypravěče z večera stráveného v hradní
zřícenině. Úvaha o jednotlivých fázích života tak otevírá nejen Večer, ale celý zamýšlený cyklus.
„Bude snad mnohému podivné, že obrazy ze života mého s večerem počínám, jako by v tak mladistvém již věku nade mnou se soumračilo?“.
Následně autor přiřazuje fáze dne k fázím života člověka, ale opačným způsobem, než je běžné, protože večer jako počátek všeho nastal i podle Bible při stvoření světa („Byl večer a bylo ráno, den první“).
„A tak se mně i mladosť má, první věk života mého, večerem býti zdá; taktéž, kdykoliv jsem srovnání života lidského s rozdíly celého dne četl, soudil jsem, že by neslušelo čas dětínství a mladosti první s jitrem srovnávati, jako by neměla léta jinošství polednem slouti, jako by se neslušelo věk mužný k odpolední a stáří k večeru a noci připodobniti, nybrž vždy se mi podobalo, jako by se patřilo dětínství večerem, věk jinocha nocí a tak po sobě nazývati.“
Následně se vypravěč prochází zříceninou hradu při západu slunce, přičemž stmívání navozuje dojem strašidelnosti. Při svitu měsíce pak sestupuje ke vsi pod hradem, kde chce přenocovat. Když projde branou uvidí u blízké kapličky před svatým obrazem modlící se ženu, vedle které byla položena nůše. V té nůši na
prádle a jiných potřebách pocestné ležela malá dětská rakev a v ní leželo květinami a obrázky ozdobené malé děťátko. Když se jí vypravěč zeptá „Kam tak pozdě na modlení?“ odpoví mu žena dutým hlasem „Tam nahoře nocleh náš“, vezme nůši a volným krokem zmizí v hradní bráně.
Vypravěč sestoupí do vesnice a zastaví se před nízkou zdí. Domnívá se, že našel vesnickou hospodu, ve které se chce uložit na noc, vstoupí otevřenými dvířky a zjistí, že je na hřbitově. Zaražený se vrací zpět a teprve po dlouhé chvíli nalezne hospodu.
S východem slunce vyjde vypravěč opět ke zřícenině, aby našel podivnou ženu, se kterou se večer sešel. Nalezne ale pouze nový hrob s malým křížkem. Vyprávění pak zakončuje slovy „Odcházel jsem dále od kraje k východu, vstříc vycházejícímu slunci. O poutnici noční neslyšel jsem nikdy více.“.

### Marinka

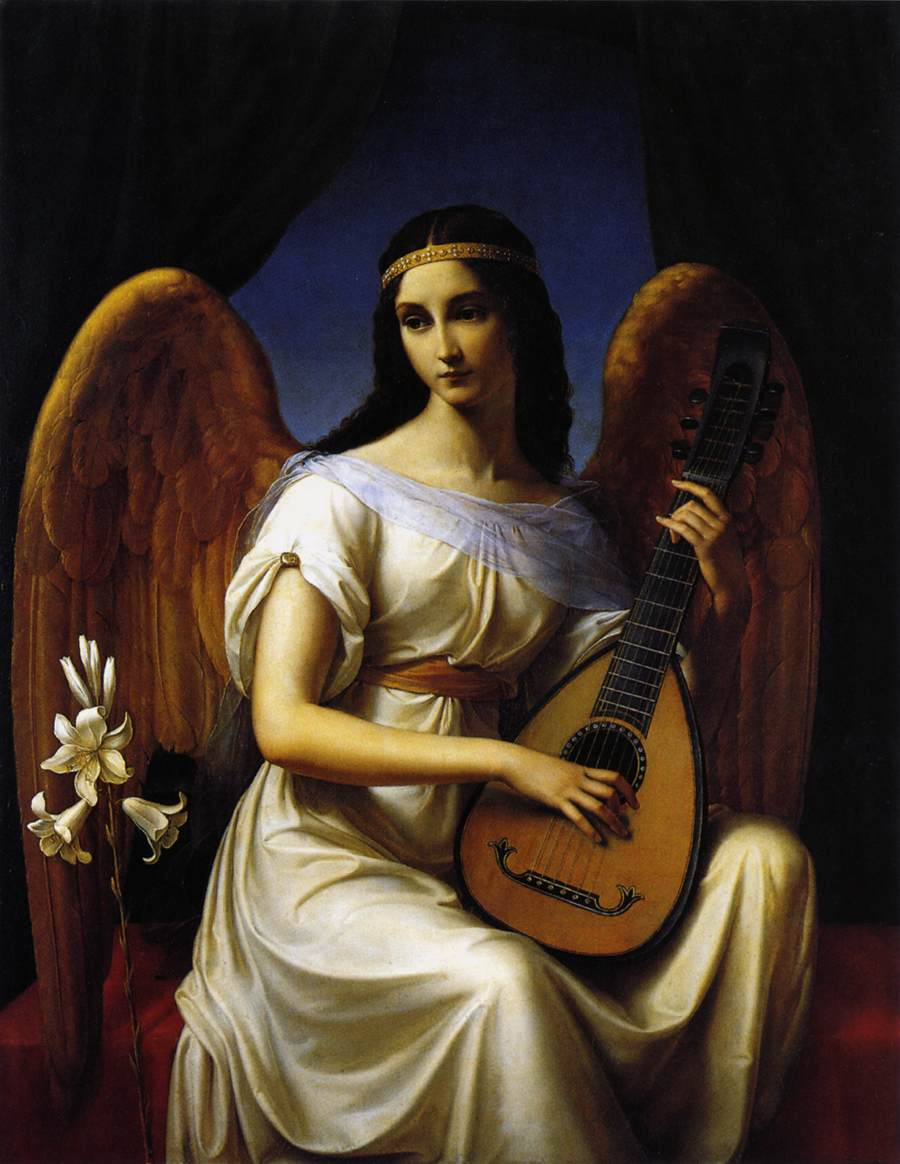
Mácha připodobňuje Marinku ke Goethově Mignon z obrazu Friedricha Wilhelma Schadowa z roku 1828.

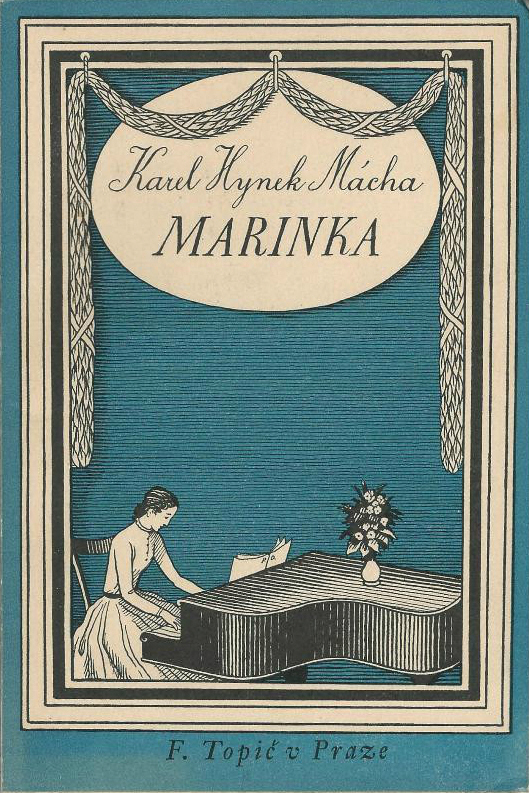
Samostatné vydání Marinky z roku 1929

Romantická povídka Marinka popisuje nešťastnou lásku vypravěče k nemocné umírající dívce. Zároveň zobrazuje život a vzhled v té době jedné z nejchudších čtvrtí Prahy, čtvrti Na Františku v kontrastu s krásou Kanálské zahrady v mnohem bohatší části města v místě dnešních Vinohrad.
Marinka překračuje žánr obrazu ze života nejen svým  plně rozvinutým příběhem se subjektivní výpovědí personalizovaného autorského subjektu, ale i svou formou mísící verše s prózou. Do vyprávění jsou vloženy i německé věty, které dokreslují tehdejší dvojjazyčnost pražského prostředí. Důraz je také kladen na obsáhlé a idealizované popisy přírody a prostředí, v němž se děj odehrává. To se autorovi daří i při popisu chudinské čtvrti Na Františku, která tak vyznívá jako špinavá, ale zároveň si nese své určité kouzlo.
Zajímavostí povídky je časový nesoulad mezi první a druhou částí vyprávění, kterého si Mácha zřejmě nevšiml. Zatímco první část se odehrává v květnu, druhá sice o den později, ale v srpnu. Co bylo příčinou tohoto nesouladu je dnes těžké odhadnout.
Povídka je rozdělena na pět částí a připomíná strukturu hudebního dramatu (opery).
- Ouvertura (předehra, zahájení). Jejím obsahem je sonet vyjadřující básníkovy pocity při květnovém západu slunce a začínající slovy:

Vzešel máj! Hlubokých muži želů!
tvou proč bledost ještě kryje tvář?
- Dějství první. Vypravěč se v květnový podvečer stejně jako množství jiných lidí prochází v Kanálské zahradě. Před jeho zraky se míhají dámy, děvečky, městské dcerky, muži, tovaryši, studenti i vojáci. Vypravěč se však necítí být součástí tohoto povrchního davu. Tu si všimne podivného žebráka, který stojí na vedlejší cestě a příležitostně někomu hraje na housle, čímž přesně odhaduje, kdo mu dá almužnu a kdo ne. Vypravěč kolem něho projde, ale žebrák se zachová naprosto nečekaně. Dá mu dopis, ze kterého vypravěč vyčte, aby se dostavil následujícího dne k nějaké nemocné dívce, která jej sice nikdy neviděla, ale četla jeho básně a moc se jí líbí. Protože je dlouhodobě nemocná (má souchotě), požádala svého otce, aby mu dopis předal, uvedena je i adresa. Dívka bydlí Na Františku za  klášterem svaté Anežky v nízkém domku v úzké uličce.
- Intermezzo (mezihra) obsahuje báseň Temná noci, jasná noci! s tématem smrti a posmrtnosti

Temná noci, jasná noci
Obě k želu mne budíte.
Temná noc mne v hloubi tiskne,
jasná noc mě vzhůru vábí;
temné hlubiny se hrozím,
ach! a k světlu nelze jíti.
Vy hvězdy jasné, vy hvězdy ve výši!
K vám já toužím tam světla ve říši,
ach, a jen země je má!
Člověkem jsem; než člověk pohyne:
ve své mě lůno zas země přivine,
pojme, promění a v postavě jiné
matka má, země, zas mě vydá!
- Dějství druhé. Příběh pokračuje druhý den návštěvou vypravěče u Marinky v domku v chudinské čtvrti na Františku. Marinka se mu hned zalíbí, připomíná mu Mignon z Goethova románu Viléma Meistera léta učednická tak, jak je zobrazena na obraze na obraze Friedricha Wilhelma Schadowa. Připadá mu, že se znají dávno a že si rozumí i beze slov. Potká zde opět jejího otce, ne vlastní vinou zchudlého hudebníka, a seznámí se i s její macechou, která ji však nemá ráda. Marinka obývá pouze jednu chudě zařízenou místnost, ve které má fortepiano (zbytek majetku jejího otce), na němž hraje a zpívá vypravěči jeho smutnou píseň. Pak vypravěče poprosí, aby ji zase přišel navštívit. Ten tak skutečně učiní, a to až před svým odchodem za nemocným přítelem do Krkonoš. Jejich rozloučení je dojemné a smutné, protože oba vědí, že se vidí naposledy a že polibek, který si dají je prvním i posledním zároveň. Vypravěč se vrací zpět do Prahy až v září a přichází právě na Marinčin pohřeb. Po něm hraje Marinčin otec ve velkém smutku na hřbitově na housle. Asi za měsíc jej pak lidé najdou utopeného na břehu řeky Vltavy mezi mlýny.
- Finale obsahuje báseň Dobrou noc, o lásko! vyjadřující vypravěčovo smutné rozloučení se zemřelou mladou dívkou.

Větřík vzdychne v harfy lůno duté,
a ta, ač již struny žádné nemá,
zalká zvuky nezapomenuté!
Vzplanou noci zraky žalonosné,
šírou zemi kryje slza němá!! —
Či ne slza? — snad jen kapky rosné!